# Frederica von Stade

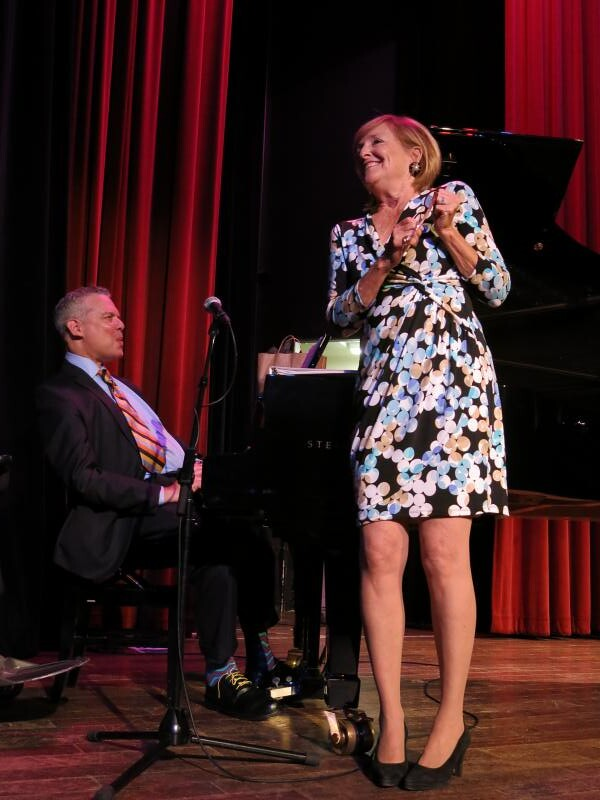
Frederica von Stade, 2014

Frederica von Stade (* 1. Juni 1945 in Somerville, New Jersey) ist eine US-amerikanische Opernsängerin (Mezzosopran).

## Leben
Frederica von Stade, die innerhalb der Familie „Flicka“ genannt wird, studierte am Mannes College of Music in New York. Die Tochter aus bestem Hause – zur Ahnenreihe der Mutter gehörte ein Gouverneur von Connecticut, zu der des Vaters ein Bürgermeister in Stade – sollte zunächst Pianistin werden, wozu nach eigenen Angaben aber ihr Talent nicht reichte. Sie war zwanzig Jahre alt, als sie zum ersten Mal ein Lieder-Recital mit Elisabeth Schwarzkopf hörte. Im Jahr 1970 debütierte sie an der Metropolitan Opera. Ein Jahr später sang sie den Cherubino in Le nozze di Figaro in der Santa Fe Opera in einem gemeinsamen Bühnendebüt mit Kiri Te Kanawa als Gräfin. Im Laufe der nächsten Jahre sang Frederica von Stade an allen großen Opernbühnen der Welt. Bei der Eröffnungsfeier der Olympischen Winterspiele in Salt Lake City (2002) sang sie mit dem Mormon Tabernacle Choir.
Sie war mit Peter K. Elkus verheiratet, der sie auch ausbildete und daher nach der Scheidung eine entsprechende Kompensation für den durch Hintanstellen seiner eigenen Karriere erlangten Marktwertgewinn seiner Frau verlangte. Der Fall „Elkus gegen Elkus“ wird oft als Fallstudie im ersten Studienjahr an amerikanischen juristischen Fakultäten gelehrt.

## Ehrungen
- 1983: Grammy Award und fünf weitere Nominierungen
- 1983: National Medal of Arts
- 2005: Ordre des Arts et des Lettres
- 2012: Mitglied der American Academy of Arts and Sciences
- L’Académie Charles Cros